# Tour Championship 2021

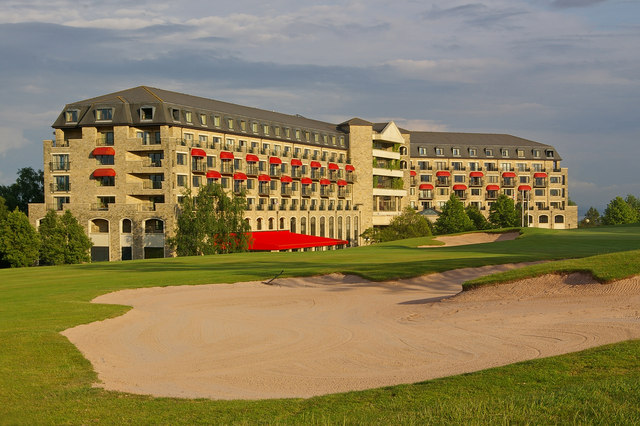
Il Celtic Manor Resort a Newport, sede dell'evento

Il Tour Championship 2021 è stato il diciassettesimo evento professionistico della stagione 2020-2021 di snooker, il quattordicesimo Ranking, e la terza edizione di questo torneo, che si è disputato dal 22 al 28 marzo 2021, presso il Celtic Manor Resort di Newport, in Galles.
Il torneo è stato vinto da Neil Robertson, il quale ha battuto in finale Ronnie O'Sullivan per 10-4. L'australiano si è aggiudicato così il suo primo Tour Championship, il suo primo primo evento della Cazoo Series ed il suo 20º titolo Ranking in carriera.
Il campione in carica era Stephen Maguire, il quale non si è qualificato per l'evento, essendo fuori dai primi otto della classifica stagionale.

## Montepremi
- Vincitore: £150000
- Finalista: £60000
- Semifinalisti: £40000
- Quarti di finale: £20000 (vincita non valida per il Ranking)
- Miglior break della competizione: £10000

## Vigilia
A seguito della pandemia di COVID-19, il World Snooker Tour si è visto costretto a cancellare e posticipare eventi nel calendario. Tuttavia, così come era accaduto in occasione del Welsh Open, il Celtic Manor Resort di Newport, in Galles, riesce ad ospitare il Tour Championship, che diventa, dunque, il secondo torneo stagionale a disputarsi fuori dalla Marshall Arena di Milton Keynes, in Inghilterra.
Nelle stagioni 2018-2019 e 2019-2020, la Coral ha sponsorizzato il World Grand Prix, il Players Championship e il Tour Championship, tornei ai quali hanno potuto partecipare rispettivamente i primi 32, 16 ed 8 della classifica stagionale fino all'evento precedente ad ognuno di essi. Tutte le vincite dei tre tornei sono state raccolte in una classifica specifica che ha dato i natali alla Coral Cup.
Tuttavia, il 2 febbraio 2021 il World Snooker Tour ha comunicato, sul suo sito ufficiale, di aver trovato un accordo con l'azienda rivenditrice di auto online Cazoo per sponsorizzare il Players Championship e il Tour Championship nel finale della stagione 2020-2021, data la prematura disputa del World Grand Prix nel dicembre 2020. Quest'ultimo comincerà ad avere una sponsorizzazione Cazoo dalla stagione 2021-2022, ma è valso lo stesso per la classifica della Cazoo Series 2020-2021.
Non è stato effettuato nessun cambiamento dalla Coral Cup alla Cazoo Series.
Il vincitore di questo evento ha il diritto di partecipare al Champion of Champions 2021.

## Partecipanti
Al torneo partecipano i primi 8 classificati della classifica stagionale, che comprende tutti gli eventi validi per il Ranking a partire dalla Championship League 2020 fino alla WST Pro Series 2021.
| RS | Giocatore         | Punti   | Precedenti partecipazioni |
| -- | ----------------- | ------- | ------------------------- |
| 1  | Judd Trump        | £523500 | 2 (2019, 2020)            |
| 2  | Mark Selby        | £280500 | 2 (2019, 2020)            |
| 3  | Neil Robertson    | £261000 | 2 (2019, 2020)            |
| 4  | John Higgins      | £199500 | 1 (2020)                  |
| 5  | Ronnie O'Sullivan | £173500 | 1 (2019)                  |
| 6  | Jack Lisowski     | £164500 | 0                         |
| 7  | Kyren Wilson      | £161000 | 1 (2019)                  |
| 8  | Barry Hawkins     | £121500 | 0                         |

Nota bene: nella sezione "precedenti partecipazioni", le date in grassetto indicano che il giocatore ha vinto quella edizione del torneo.

### Analisi per la Cazoo Series 2020-2021
Classifica all'inizio di questo torneo
In grassetto i partecipanti al Tour Championship.
| N° | Giocatore         | Punti   |
| -- | ----------------- | ------- |
| 1  | John Higgins      | £132500 |
| 2  | Judd Trump        | £100000 |
| 3  | Ronnie O'Sullivan | £70000  |
| 4  | Jack Lisowski     | £55000  |
| 5  | Kyren Wilson      | £42500  |
| 6  | Barry Hawkins     | £37500  |
| 7  | Mark Selby        | £35000  |
| 8  | Stuart Bingham    | £22500  |
| 9  | Neil Robertson    | £15000  |
| 10 | Martin Gould      | £12500  |
| 11 | Hossein Vafaei    | £12500  |
| 12 | Zhao Xintong      | £12500  |
| 13 | Ding Junhui       | £7500   |
| 14 | Lu Ning           | £7500   |
| 15 | Yan Bingtao       | £7500   |
| 16 | Anthony McGill    | £7500   |
| 17 | Robert Milkins    | £7500   |
| 18 | Shaun Murphy      | £0      |
| 19 | Zhou Yuelong      | £0      |
| 20 | Mark Allen        | £0      |
| 21 | Ali Carter        | £0      |
| 22 | David Grace       | £0      |
| 23 | Xiao Guodong      | £0      |
| 24 | Li Hang           | £0      |
| 25 | Michael Holt      | £0      |
| 26 | Jak Jones         | £0      |
| 27 | Jamie Jones       | £0      |
| 28 | Liang Wenbó       | £0      |
| 29 | Kurt Maflin       | £0      |
| 30 | Joe Perry         | £0      |
| 31 | Ricky Walden      | £0      |
| 32 | Robbie Williams   | £0      |
| 33 | Jordan Brown      | £0      |
| 34 | Ryan Day          | £0      |
| 35 | Mark Williams     | £0      |

Tutti gli 8 partecipanti possono ancora vincere la prima edizione della Cazoo Series.
John Higgins può laurearsi campione se:
- vince il torneo
- perde in finale, Trump viene eliminato in semifinale e Lisowski viene eliminato in semifinale
- perde in semifinale, e Trump, Lisowski, Wilson, Hawkins e Selby escono sconfitti in finale

Judd Trump può laurearsi campione se:
- vince il torneo
- perde in finale, Higgins e Hawkins vengono eliminati ai quarti, O'Sullivan viene eliminato in semifinale, e Lisowski, Wilson e Selby escono sconfitti in finale
- perde in semifinale, Higgins e Hawkins vengono eliminati ai quarti, e O'Sullivan, Lisowski, Wilson e Selby escono sconfitti in finale

Ronnie O'Sullivan può laurearsi campione se:
- vince il torneo

Jack Lisowski può laurearsi campione se:
- vince il torneo

Kyren Wilson può laurearsi campione se:
- vince il torneo e Higgins viene eliminato in semifinale

Barry Hawkins può laurearsi campione se:
- vince il torneo

Mark Selby può laurearsi campione se:
- vince il torneo e Higgins viene eliminato in semifinale

Neil Robertson può laurearsi campione se:
- vince il torneo e Higgins viene eliminato ai quarti

| Giocatore         | Risultati  | Punti accumulabili | Risultati massimi dei rivali (punti accumulabili) | Risultati massimi dei rivali (punti accumulabili) | Risultati massimi dei rivali (punti accumulabili) | Risultati massimi dei rivali (punti accumulabili) | Risultati massimi dei rivali (punti accumulabili) | Risultati massimi dei rivali (punti accumulabili) | Risultati massimi dei rivali (punti accumulabili) |
| Giocatore         | Risultati  | Punti accumulabili | Higgins                                           | Trump                                             | O'Sullivan                                        | Lisowski                                          | Wilson                                            | Hawkins                                           | Selby                                             |
| ----------------- | ---------- | ------------------ | ------------------------------------------------- | ------------------------------------------------- | ------------------------------------------------- | ------------------------------------------------- | ------------------------------------------------- | ------------------------------------------------- | ------------------------------------------------- |
| John Higgins      | Vittoria   | 282500             |                                                   | -                                                 | -                                                 | -                                                 | -                                                 | -                                                 | -                                                 |
| John Higgins      | Finale     | 192500             | Semifinale (140000)                               | -                                                 | Semifinale (95000)                                | -                                                 | -                                                 | -                                                 |                                                   |
| John Higgins      | Semifinale | 172500             | Finale (160000)                                   | -                                                 | Finale (115000)                                   | Finale (102500)                                   | Finale (97500)                                    | Finale (95000)                                    |                                                   |
| Judd Trump        | Vittoria   | 250000             | -                                                 |                                                   | -                                                 | -                                                 | -                                                 | -                                                 | -                                                 |
| Judd Trump        | Finale     | 160000             | Quarti (132500)                                   | Semifinale (110000)                               | Finale (115000)                                   | Finale (102500)                                   | Quarti (37500)                                    | Finale (95000)                                    |                                                   |
| Judd Trump        | Semifinale | 140000             | Quarti (132500)                                   | Finale (130000)                                   | Finale (115000)                                   | Finale (102500)                                   | Quarti (37500)                                    | Finale (95000)                                    |                                                   |
| Ronnie O'Sullivan | Vittoria   | 220000             | -                                                 | -                                                 |                                                   | -                                                 | -                                                 | -                                                 | -                                                 |
| Jack Lisowski     | Vittoria   | 205000             | -                                                 | -                                                 | -                                                 |                                                   | -                                                 | -                                                 | -                                                 |
| Kyren Wilson      | Vittoria   | 192500             | Semifinale (172500)                               | -                                                 | -                                                 | -                                                 |                                                   | -                                                 | -                                                 |
| Barry Hawkins     | Vittoria   | 187500             | -                                                 | -                                                 | -                                                 | -                                                 | -                                                 |                                                   | -                                                 |
| Mark Selby        | Vittoria   | 185000             | Semifinale (172500)                               | -                                                 | -                                                 | -                                                 | -                                                 | -                                                 |                                                   |
| Neil Robertson    | Vittoria   | 165000             | Quarti (132500)                                   | -                                                 | -                                                 | -                                                 | -                                                 | -                                                 | -                                                 |

## Fase a eliminazione diretta
|  | Quarti di finale | Quarti di finale  | Quarti di finale  |                   |                   | Semifinali        | Semifinali | Semifinali |  |  | Finale | Finale | Finale |  |
|  |                  |                   |                   |                   |                   |                   |            |            |  |  |        |        |        |  |
|  | 1                | Judd Trump        | 7                 |                   |                   |                   |            |            |  |  |        |        |        |  |
|  | 1                | Judd Trump        | 7                 |                   |                   |                   |            |            |  |  |        |        |        |  |
|  | 8                | Barry Hawkins     | 10                |                   |                   |                   |            |            |  |  |        |        |        |  |
|  | 8                | Barry Hawkins     | 10                |                   | Barry Hawkins     | Barry Hawkins     | 9          |            |  |  |        |        |        |  |
|  |                  |                   |                   |                   | Barry Hawkins     | Barry Hawkins     | 9          |            |  |  |        |        |        |  |
|  |                  |                   | Ronnie O'Sullivan | Ronnie O'Sullivan | 10                |                   |            |            |  |  |        |        |        |  |
|  | 4                | John Higgins      | Ronnie O'Sullivan | Ronnie O'Sullivan | 10                | 8                 |            |            |  |  |        |        |        |  |
|  | 4                | John Higgins      |                   |                   |                   |                   |            |            |  |  |        |        |        |  |
|  | 5                | Ronnie O'Sullivan | 10                |                   |                   |                   |            |            |  |  |        |        |        |  |
|  | 5                | Ronnie O'Sullivan | 10                |                   | Ronnie O'Sullivan | Ronnie O'Sullivan | 4          |            |  |  |        |        |        |  |
|  |                  |                   |                   |                   |                   |                   |            |            |  |  |        |        |        |  |
|  |                  |                   | Neil Robertson    | Neil Robertson    | 10                |                   |            |            |  |  |        |        |        |  |
|  | 3                | Neil Robertson    | Neil Robertson    | Neil Robertson    | 10                | 10                |            |            |  |  |        |        |        |  |
|  | 3                | Neil Robertson    |                   |                   |                   |                   |            |            |  |  |        |        |        |  |
|  | 6                | Jack Lisowski     | 5                 |                   |                   |                   |            |            |  |  |        |        |        |  |
|  | 6                | Jack Lisowski     | 5                 |                   | Neil Robertson    | Neil Robertson    | 10         |            |  |  |        |        |        |  |
|  |                  |                   |                   |                   | Neil Robertson    | Neil Robertson    | 10         |            |  |  |        |        |        |  |
|  |                  |                   | Mark Selby        | Mark Selby        | 3                 |                   |            |            |  |  |        |        |        |  |
|  | 2                | Mark Selby        | Mark Selby        | Mark Selby        | 3                 | 10                |            |            |  |  |        |        |        |  |
|  | 2                | Mark Selby        |                   |                   |                   |                   |            |            |  |  |        |        |        |  |
|  | 7                | Kyren Wilson      | 3                 |                   |                   |                   |            |            |  |  |        |        |        |  |

| Finale (Al meglio dei 19 frames) Celtic Manor Resort, Newport, 28 marzo 2021. Arbitro: Brendan Moore | |                                      |
| Ronnie O'Sullivan (5)                                                                                | 4−10 | Neil Robertson (3)                   |
| Miglior break: 133 Century breaks: 2                                                                 | Prima sessione: 63–17, 0–103, 128–0, 32–78, 0–133, 32–80, 133–0, 68–52 Seconda sessione: 8–93, 0–107, 8–123, 0–119, 10–101, 0–114 | Miglior break: 133 Century breaks: 5 |
| Neil Robertson vince il Cazoo Tour Championship 2021                                                 | |                                      |

### Century breaks
Durante il corso del torneo sono stati realizzati 23 century breaks.
| N° | Giocatore         | Century breaks | Miglior break |
| -- | ----------------- | -------------- | ------------- |
| 1  | Neil Robertson    | 11             | 136           |
| 2  | Barry Hawkins     | 4              | 138           |
| =  | Ronnie O'Sullivan | 4              | 133           |
| 3  | Jack Lisowski     | 1              | 129           |
| =  | Judd Trump        | 1              | 119           |
| =  | Mark Selby        | 1              | 109           |
| =  | John Higgins      | 1              | 101           |